# Lepidosaphes crataegicola
Lepidosaphes crataegicola är en insektsart som beskrevs av Savescu 1985. Lepidosaphes crataegicola ingår i släktet Lepidosaphes och familjen pansarsköldlöss.
Artens utbredningsområde är Rumänien. Inga underarter finns listade i Catalogue of Life.